# Richard Brünner
Richard Brünner (1889 – data da morte desconhecida) foi um esgrimista austríaco que participou dos Jogos Olímpicos de Verão de 1924 e de 1928, sob a bandeira da Áustria.